# Łowienieccy herbu Topór
Łowienieccy herbu Topór, znani również jako Łowiniccy, Łowienicy – polski ród szlachecki.

## Historia rodu
Łowienieccy herbu Topór, z Łowinicy (dziś Łownica, w województwie sandomierskim), pochodzili z Birkowa i Zakrowa. Jan Kolczek z Birkowa, podczaszy krakowski w 1362 roku, marszałek królewski w 1370 roku i starosta sandomierski w latach 1373–1374, umarł bezdzietny koło 1375 roku, pozostawiwszy wdowę Annę Wierciczewa, z rodu Liliwów, żyjącą jeszcze w 1392 r. i brata Spytka, który odziedziczył po nim Birków.
Spytek Kolczek z Łowinicy, Zakrzowa i Birkowa, podczaszy w 1366 roku, podkomorzy sandomierski w 1400 roku, procesował się w 1389 roku z bratową o Lubczę i dokumenty, z synem Grzegorzem wygrał sprawę o Witów z Łapszowskim w 1396 roku, wykupił połowę Birkowa od Jana z Tenczyna w 1399 roku, zapisał Dominikanom krakowskim cztery grzywny rocznego czynszu z Birkowa za dusze rodziców i brata starszego Jana w 1410 roku, umarł w końcu kwietnia 1411 roku. Zamek jego Łowinicę zrabował i spalił w 1396 roku Piotr Pszonka herbu Janina z Kurowa (właściciel w. Babin). Synowie jego: Grzegorza i Zaklikę. Ten Spytek jest protoplastą Birkowskich i Łowinickich herbu Topór.
Dzieci Jana i Doroty z Gowarzewskich (córka Piotra, zmarła ok. 1570): Jan (ur. ok. r. 1550), Zygmunt, Stanisław, Krzysztof, Dorota, żona Jana Miączyńskiego, Katarzyna, Anna, Zofia, Barbara i Jadwiga, dziedziczyły po Melchiorze Chełmskim części w Lubiekowie powiecie pozn., które Jan, najstarszy z rodzeństwa, w imieniu własnym oraz braci i sióstr w r. 1570 sprzedał za 2.000 zł. Janowi Strzeżmińskiemu. Całe to rodzeństwo w latach 1572–1579 występowało obok innych współspadkobierców Andrzeja Gowarzewskiego.
Aleksander z Łowniec Łowieniecki był cześnikiem i podstarościm Mozyrskim w Mińskiem województwie w 1648 roku.

## Literatura
- Łowiniccy v. Łowienicy v. Łowienieccy herbu Topór. W: Adam Boniecki: Herbarz Polski. Artur Reiski. T. XVI. Warszawa: Druk Towarzzystwa Akcyjnego S. Orgelbranda Synów, 1913, s. 40-41.
- Łowieniecki herbu Topór. W: Kasper Niesiecki: Herbarz Polski. T. VI. J.N. Bobrowicz, 1839–1845, s. 276.